# Who See
Who See är en montenegrinsk musikgrupp som består av duon Dedduh (Dejan Dedović) och Noyz (Mario Đorđević). Gruppen är känd inte bara i Montenegro utan även i flera grannländer.

## Karriär
År 2012 vann de priset för bästa adriatiska artist vid MTV Europe Music Awards. Deras låt "Reggaeton Montenegro" är en av de mest visade musikvideorna på den regionala MTV-kanalen.

### Eurovision Song Contest 2013
Den 20 december 2012 blev det klart att gruppen skulle representera Montenegro i Eurovision Song Contest 2013 som hölls i Malmö i Sverige, detta efter att man valts ut internt av RTCG.

## Diskografi

### Album
- 2006 – Sviranje kupcu
- 2012 – Krš i drača
- 2014 - Nemam ti kad